# 马拉克勒国家公园
马拉克勒国家公园（1994年建成后曾在短时间内被称为“克兰伯格国家公园” ）是南非林波波省沃特伯格生物圈的一部分。

## 动植物群
任何乘用车均可到达公园，沿途还有营地和帐篷点。公园内近80km的路可通车。马拉克勒是“南非五霸”（公园内并没有野牛，在2013年10月15日引进了20头无病牛，其中9头为奶牛，11头为公牛）、16种羚羊和250多种鸟类的家园，拥有世界上最大的兀鹫秃鹰群（约800对育种）。马特拉巴斯河流经园内。

## 历史
构成马拉克勒的地区是数个铁器时代居民点的家园，不对外开放展览。国家公园成立之前，它是自然学家尤金·马雷的家。 马拉克勒1994年建立时称为克兰伯格国家公园，占地面积150km²，不久之后，更名为现在的名字。1999年，公园扩大至670km²。

## 膳宿
马拉克勒有两处帐篷驻营地，特洛皮和波特勒。南非国家公园网站上介绍，2013年4月至9月，波特勒营地将会新建8处帐篷营地，露营地会向游客开放。

## 延伸阅读
- Marakele National Park （页面存档备份，存于）

- Marakele Contractual National Park

- （页面存档备份，存于）